# Политическая система Венецианской республики
Первый орган управления Венеции был создан в 466 году, когда жители поселений в лагуне в Градо договорились избрать совет двенадцати представителей от каждой группы островов. Вначале управление островов находилось на острове Маламокко и Торчелло. Но в начале XII века Маламокко был разрушен морем, а малярия стала причиной упадка Торчелло. С VIII века начала усиливать своё влияние группа островов, называемая ruves altus — высокий берег, позже превратившаяся в Риальто, на которой возникла Венеция — третья по счёту столица герцогства.

## Дож Венеции
Вторжения лангобардов в Италию привели к переселению на острова наиболее состоятельной части населения лагуны, что вызвало коренное изменение социальной структуры населения, в котором изначально преобладали рыбаки и охотники. Аристократия, потерявшая доходы со своих земельных владений, компенсировала это участием в торговле и транспортировке товаров, что вызвало быстрый рост этих отраслей. С этих пор власть в Венеции всегда принадлежала знати. Последовательно сменяя друг друга Герцогство, Коммуна, Сеньория, привели к образованию Республики Венеция, в которой все представители власти назначались выборами.
Согласно легендарной истории Венеции, первым дожем в 697 году был избран Паолуччо Анафесто, однако документальных подтверждений этого нет. Первое документальное избрание дожа произошло в 726 году, и им стал Орсо Ипато. Власть дожа ограничивалась ежегодно избираемыми двумя трибунами. Будучи зависимыми от Византии, венецианские дожи пытаются создать полноценную королевскую династию, где власть передаётся от отца к сыну. Первоначально дож старался сделать своим помощником, а затем и преемником, сына. Так, после смерти в 787 дожа Маурицио, преемником стал его сын Джованни. В 804 году власть перехватили представители семейства Обелерио, затем наступил черёд семейства Партечипацио: Аньелло, Джустиниано и Джованни Партечипацио, их родственника Пьетро Традонико и ещё двух представителей семейства Партечипацио — Орсо и Джованни II. Соперничество кланов помешало созданию в Венеции наследственной монархии. Избранный в 864 году Орсо I Партечипацио реформировал государственное устройство. Неэффективных к тому времени трибунов Орсо I дополнил системой выборных «гиудичи», или судей — выполняющих роль министров и городских властей, создав ограничения злоупотреблениям центральной власти. Наряду с этим Орсо I усилил центральную власть, сделав острова лагуны более зависимыми от центральной администрации. Для церковных властей Орсо I выбрал политику децентрализации.
Пьетро Кандиано IV в 960 году ввёл ограничения на торговлю рабами. Поскольку эта мера вызвала недовольство венецианских работорговцев, Пьетро IV издал указы не только от своего имени, но и от имени патриарха, епископов и патрициев Венеции, создав прецедент коллективного указа, к которому после этого стали прибегать довольно часто.
Неоднократные попытки дожей привлекать в качестве соправителя и наследника сына вызывали протесты венецианцев. Последняя такая попытка семейства Орсеоло привела к восстанию и изгнанию Оттона Орсеоло из Венеции. Орсеоло, пользуясь родственными связями с византийским император Константином VIII, венгерским королём Стефаном и Конрадом II, попытались вернуться к власти, однако Доменико Орсеоло продержался у власти около суток, после чего сбежал в Равенну. При следующем доже Доменико Флабьянико, известного своими республиканскими взглядами, было пересмотрено отношение к выборам дожа и в истории Венеции больше никогда сын не наследовал должность отца и не был его соправителем. Несколько раз власть передавалась от брата к брату, однако это всегда происходило посредством выборов, а не наследования. Также была пересмотрена конституция Венеции. Флабьянико ввёл должности двух советников, был обязан привлекать выдающихся граждан — прегади (итал. pregadi — совет приглашенных, сенат) — и прислушиваться к их советам, а также получал право обращаться ко всем жителям Венеции. После Флабьянико советники и прегади утратили свою роль. После убийства Витале II Микьеля возникла необходимость в политических реформах, в результате чего в 1172 году был образован Большой совет, а с 1173 года количество советников, которые ограничивали власть дожа, увеличилось с двух до шести человек.
Первое подробное описание выборов состоялось при избрании дожа Доменико Сельво в 1071 году. Церемония происходила в церкви Сан Николо на острове Лидо, где собралась практически вся Венеция. После торжественной мессы толпа начала скандировать «Domenicum Silvium volumes et laudamus» (Желаем Доменико Сельво). Влиятельные жители города на руках понесли дожа на пристань. В базилике Сан Марко босой и одетый в простую рубашку Сельво простерся ниц, надел одеяния дожа и принял символы власти. Процедура выбора дожа одиннадцатью выборщиками, которых номинировал Большой совет, была утверждена после убийства Витале II Микьеля в 1172 году. В 1143 году дож Полани произнёс клятву послушания тогдашнему венецианскому совету. Следующий дож Доменико Морозини, вступая в должность, принёс присягу народу Венеции и повелел делать это всем остальным дожам. В 1178 году Себастиано Дзиани внёс изменение в процедуру выбора дожа. Вместо одиннадцати выборщиков Большой совет утверждал четверых, которые в свою очередь выставляли сорок выборщиков дожа, причём за каждого должны были проголосовать не менее трёх первоначальных выборщиков. С 1268 года дож избирается посредством 11 голосований, часть из которых имела случайный характер.
Венецианская знать постепенно ограничивает власть дожа. В 1032 году дожу запрещается назначать себе соправителей, в 1160 году ограничения касаются управления колониями, в 1170-х годах право распоряжаться государственной казной. Следующее ограничение полномочий дожа произошло во время догата Джакопо Тьеполо в 1229 году. Вступая в должность, Тьеполо подписал обязательства (итал. promissione — обещания) — коронационную клятву, которая стала традицией при вступлении дожа в должность. Тьеполо отказывался от дохода за счёт государства, исключая установленную зарплату дожа, части дани некоторых городов Истрии и Далмации и определённого количества импорта продуктов питания из Ломбардии и Тревизо. Дож обязывался вносить долю в государственные займы и не имел права вступать в переговоры с папой или главами государств без разрешения Большого совета, которому также был обязан показывать всю корреспонденцию от папы и глав государств. Дож не имел права принимать подарки сверх оговорённых размеров, производить какие-то назначения или подбирать себе преемника. Первые дожи после Тьеполо сами составляли свои клятвы, однако со временем клятва приобрела формальный вид. В 1275 году Джакопо Контарини обещал не брать себе в жёны иностранку без согласия совета, не приобретать землю за пределами республики, не назначать сыновей на государственные должности, исключая военные.
Во время избрания дожа Лоренцо Тьеполо в 1268 году впервые была опробована многоступенчатая система голосования, предложенная, вероятно, одним бенедиктинским монахом. В день выборов самый молодой член синьории (дож с шестью советниками) после молитвы в соборе Сан-Марко останавливал первого встречного мальчика и приводил его на заседание Большого совета. На заседании имели право присутствовать члены совета не младше тридцати лет. Мальчик, которого называли баллотино (итал. ballotino), вытягивал из урны бумажки тридцати членов Большого совета. Затем второй жребий сокращал их число до девяти, которые голосовали за сорок кандидатов, каждый из которых должен был получить не менее семи голосов. Затем жребий сокращал их число до двенадцати, которые в свою очередь выбирали двадцать пять человек. Четвёртый жребий оставлял девять человек из двадцати пяти. Эти девять в свою очередь голосовали за сорок пять кандидатов, каждый из которых получал не менее семи голосов. Эти сорок пять в результате очередного жребия сокращались до одиннадцати, которые голосовали уже за сорок одного кандидата, каждый из которых получал не менее девяти голосов. Эти сорок один выборщик посещали мессу, где произносили индивидуальную клятву вести себя честно и справедливо, а затем запирались в тайном охраняемом помещении дворца, где и выбирали дожа. Каждый выборщик кидал в урну бумагу с именем кандидата в дожи, после чего листки вынимались и оглашалось имя кандидата без учёта поданных голосов. Если кандидат присутствовал в зале, то он выходил из него после оглашения своего имени. Кандидатура обсуждалась выборщиками, его приглашали в зал, где ему предстояло ответить на вопросы выборщиков, после чего проходило голосование. Если кандидат получал двадцать пять голосов, то он становился дожем, иначе оглашалось имя следующего кандидата.
В XIV веке полномочия дожа были дополнительно ограничены. Дожу запрещалось единолично вскрывать корреспонденцию, адресованную государству, встречаться с иностранными государями и послами, а также появляться на людях без сопровождения советников.

## Государственные институты Венеции

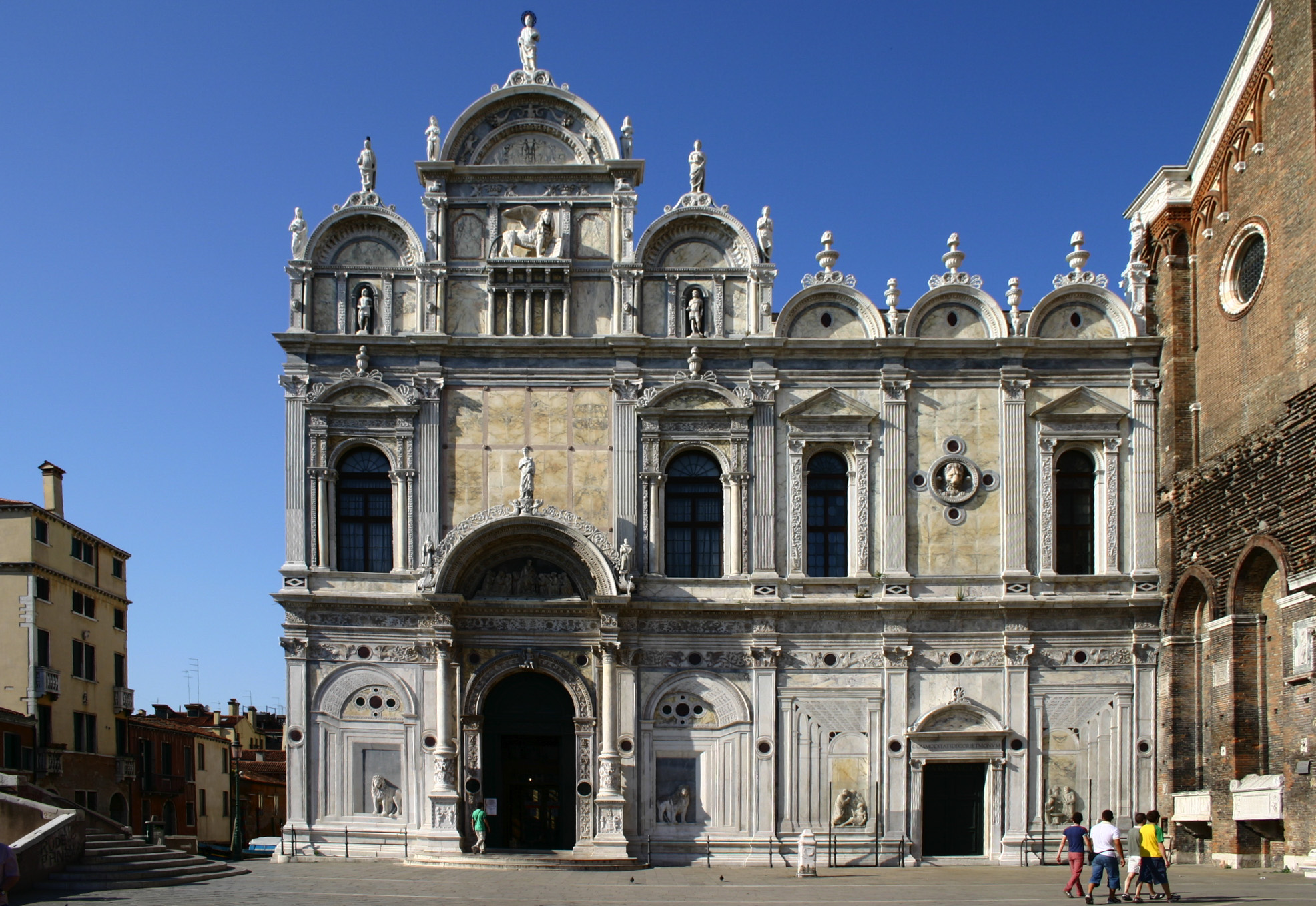
Скуола Сан-Марко

Венеция, будучи изолированной от остальных городов Италии, избежала деспотического правления. В то время как политические системы материковой Италии определялись феодальной системой и противостоянием гвельфов и гибеллинов, Венеция, вслед за Византией, не имела феодальной иерархии и не участвовала в борьбе между папством и Священной Римской империей. Остальные итальянские города с развитыми коммунами сначала выбрали самоуправление, а после провала последнего — автократию. Венеция же двигалась в направлении к олигархии, которая управляла Венецией около 500 лет.
В середине XII века в документах Венеции появляется понятие «Венецианской коммуны», означающее всю венецианскую общину. Начиная с 1140 года стал избираться городской совет, а в 1143 году создаётся Совет мудрецов и судей, чтобы разрешить спорную ситуацию, вызванную шествием скуол через город, которые ещё больше ограничил власть дожа. Прибывшие в 1147 году в Константинополь венецианские купцы уже говорят от имени дожа и Коммуны.

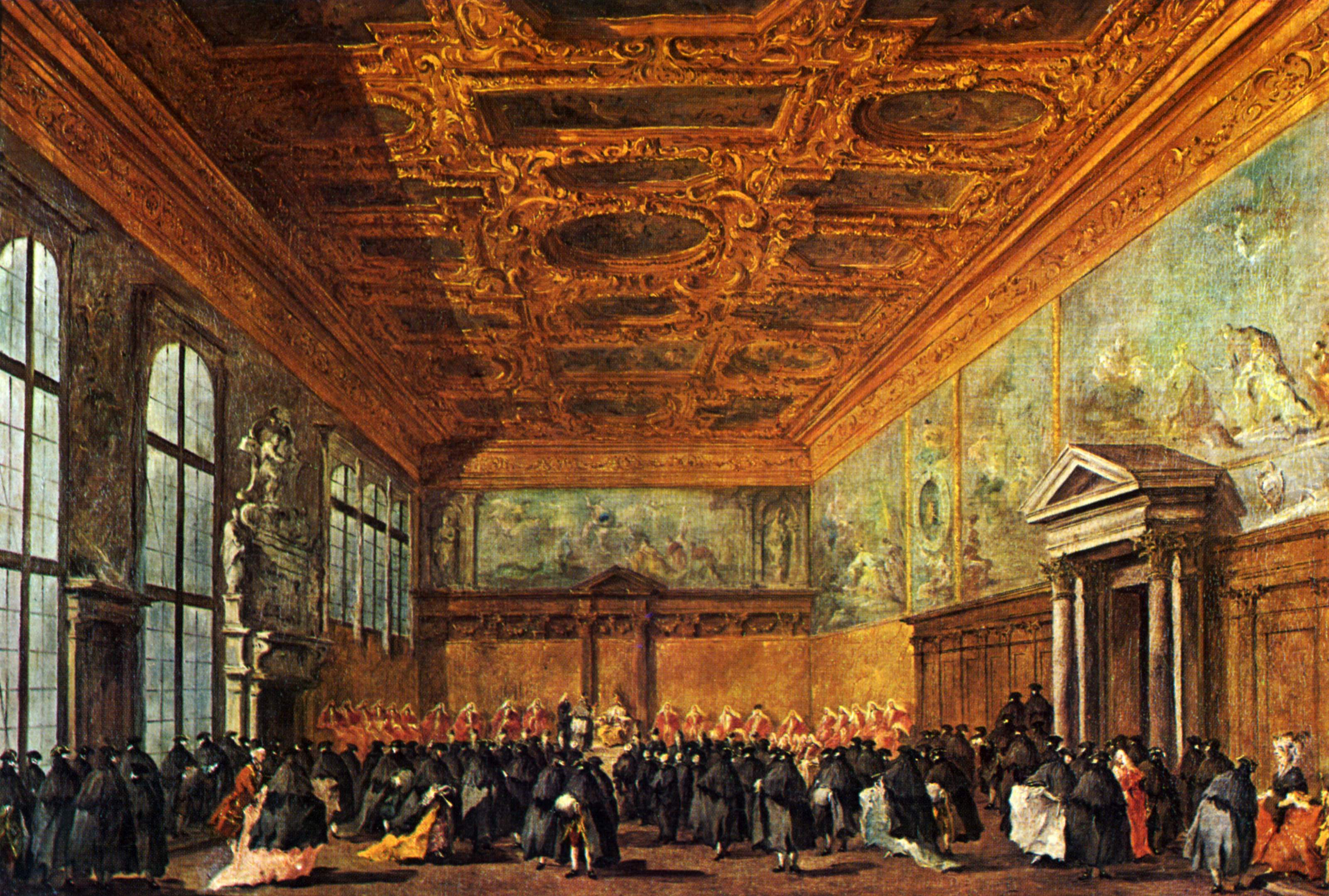
Зал Большого совета во Дворце дожей. Франческо Гварди. Лувр. Париж

С дожа Себастиано Дзиани пошла традиция предоставлять основные должности самым богатым и авторитетным жителям Венеции, что в значительной степени предотвращало антиправительственные действия, которые они могли бы совершать, будучи обделены властными полномочиями. Поскольку государственные посты были менее прибыльны чем торговля, многие богатые венецианцы старались избегать назначений на эти должности, что привело к введению в 1185 году наказания за уклонение от гражданских обязанностей.

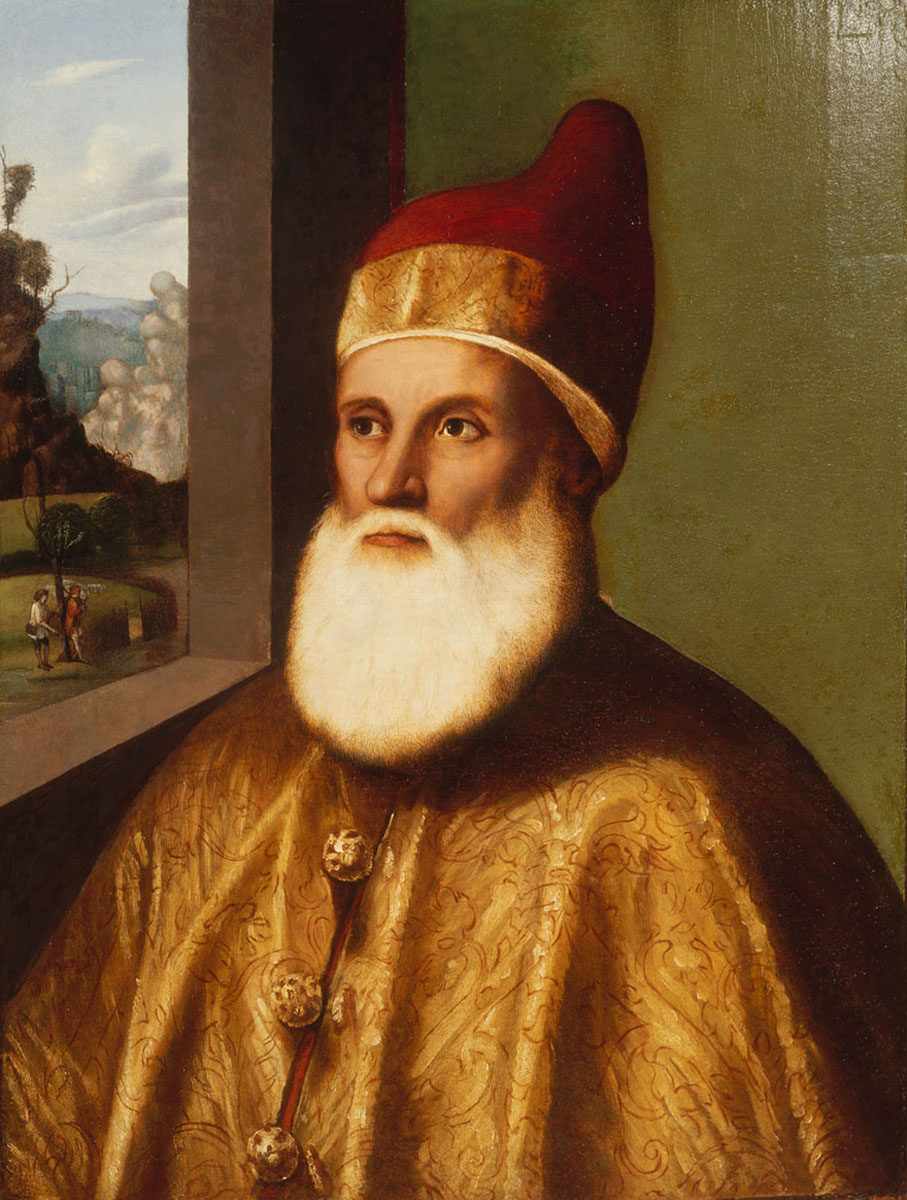
Агостино Барбариго. Работа Джованни Беллини

К XIII веку Венеция аннексирует обширные территории в Италии и за её пределами. С этого момента Венеция становится колониальной империей, состоящей из Dominante — собственно Венеции, и Dominium — подчинённых территорий. Сами венецианцы предпочитают использовать термин Serenissima Signoria — Славнейшая Сеньория. Под этим термином прежде всего понимается государство и общественные институты.
В 1779 году патриции Джорджио Пизани и Карло Контарини предлагают программу реформирования неэффективной государственной власти, заключающейся в восстановлении власти Большого совета, и добиваются назначения чиновников, корректирующих экономическую и законодательную власть. Однако через год Пизани и Контарини объявляются в злоумышленных действиях против Республики и высылаются за пределы Венеции.

### Скуолы
К XII веку в Венеции возникают цеховые организации ремесленников — скуолы. Они начинают играть важную роль в Венеции, и в 1142 году утверждается специальный регламент, по которому представители разных скуол участвуют в процессии в день «Очищения Св. Марии». К этому же времени сглаживается разница между родовой знатью и крупным купечеством, образуя новый класс т. н. нобилей. Ниже класса нобилей находится класс популяров — рабочих, объединённых в цеха. Не обладая возможностями нобилей, его представители тем не менее являются полноценными гражданами Венеции. В Венеции существует также большая группа иностранцев, не обладающая гражданскими правами. Постепенно многие из них также становятся гражданами Венеции. Ниже популяров стоят крестьяне, работающие на землях Венеции, и рабы.

### Большой совет
В 1172 году появляется новый властный орган — Большой совет, первоначально состоящий из 480 знатных венецианцев, который назначал главных чиновников государства, а через 20 лет и Малый совет (Minor Consiglio), состоящий из дожа и 6 руководителей сесьтере — районов Венеции. Дож с шестью советниками, предписанными ему реформой 1173 года образовывали внутренний государственный совет, т. н. «синьорию».
В 1297 году произошло ограничение (serrata) Большого Совета, в который теперь могли быть избраны только те, кто состоял в нём в предыдущие четыре года. Позже этот список расширили до всех потомков мужского пола людей, когда-либо входивших в состав Большого Совета. К 1311 году число членов Большого Совета возросло в пять раз и для него построили огромный зал Большого Совета во дворце дожей. Такая политическая структура власти в Венеции существовала столетия.

### Комиссии
С конца XII века, во время догата Орио Малипьеро, действует специальная комиссия Большого Совета, Кварантия или Совет Сорока — судебная коллегия из 40 человек — исполнительный и судебный орган, промежуточный между Большим советом и синьорией. В компетенцию Совета Сорока относились экономические и финансовые вопросы, уголовное и гражданское судопроизводство. Во время избрания дожа в 1229 году голоса Совета сорока разделились поровну и избрание Джакопо Тьеполо решил жребий, после чего Совет сорока был увеличен на одного человека. В это же время возникает коллегия «адвокатов Коммуны» (Avvogatori di comun), специальных прокуроров, которые в количестве трёх человек избирались Большим Советом и представляли интересы республики в официальных процедурах и защищали интересы Коммуны перед судами.
С XIII века действует комиссия из шести человек (Signori di notte, Господа ночи), каждый из которых отвечал за порядок в одном из шести районов Венеции, а в ночное время за общественную безопасность.
В XIII веке Большой Совет избирает комиссию — Сенат, изначально состоящий из приглашённых дожем советников. Сенат решает вопросы войны и мира, ратифицирует договоры и перемирия, назначает послов, занимается военным флотом и набором рекрутов. Для решения этих вопросов Сенату даны финансовые полномочия.
После смерти в 1501 году дожа Августино Барбариго, обвинённого в различных хищениях, Большим советом была утверждена специальная комиссия из трёх человек (inquisitori), следившая за деятельностью дожа и могущая наложить штраф на его наследников. Родственникам дожа запрещалось одновременно занимать административные должности. В 1551 году им также запретили занимать церковные должности и исполнять обязанности адвоката Коммуны.

### Совет десяти
Заговор 1310 года против Пьетро Градениго привёл к образованию Совета Десяти, который должен был присматривать за сосланными заговорщиками. В 1334 году Совет Десяти получил дополнительные полномочия, в его ведении находились шпионаж, допросы и тюрьмы. Совет Десяти состоял обычно из семнадцати человек, дожа и шести его советников. Совет Десяти представлял собой совершенно закрытый и самостоятельный орган, не отчитывался даже перед адвокатами Коммуны и приобрёл славу неумолимого судьи. Членами Совета Десяти становились обычно представители самых богатых и знатных венецианских родов. В XVII веке власть Совета Десяти была ограничена. В 1539 году Совет Десяти создал ещё одну группу — трёх государственных инквизиторов. Совет Десяти избирался на год, каждый месяц трое его членов становились главами Совета
.

## Венецианское право
К 1242 году, во время правления Джакопо Тьеполо, основные положения венецианского права были внесены в статуты, а через два года были утверждены статуты судей. Кроме письменных законов действовало обычное право, занесённое в несколько сводов. Если по какому-то факту не было письменного или обычного права, судья обращался к прецедентам прошлых приговоров. Если он не находил и прецедента, то должен был судить «по совести» (arbitrium). Первоначально приговор, вынесенный судьей, не мог быть обжалован, но в 1244 году дож Тьеполо создал апелляционный суд, который мог брать на контроль дела в других судах и аннулировать правовые акты.
В 1260-х годах в торговых гильдиях Венеции, требующих больше прав, возникли волнения. Дож Лоренцо Тьеполо в 1268 году дал гильдиям некоторые права и отвёл для них заметную роль в торжественных церемониях, политически правильный ход для города, где по любому поводу устраивали церемонии. Тьеполо также основал должность верховного канцлера (cancelliergrande), которого выбирал Большой совет. Верховный канцлер заведовал всеми государственными служащими Венеции и согласно протоколу был вторым лицом в государстве.

## Попытки переворотов
Изменение структуры власти в Венеции вызвали попытки переворота. В 1310 году такая попытка была предпринята Марко Кверини, его родственником Байамонте Тьеполо, и Бадоэро Бадоэром. Причиной послужил конфликт между дожем Пьетро Градениго и Папой в войне в Ферраре. Дож и Папа поддержали двух разных претендентов на Феррарский маркизат, результатом чего стало унизительное поражение Венеции, экономические трудности и папский интердикт. Эти события, плюс постоянное соперничество между старыми венецианскими родами (case vecchie) и нуворишами, вроде Градениго, подтолкнули заговорщиков. Переворот был назначен на 15 июня 1310 года. Предполагалось одновременно напасть на Дворец дожей с моря и с Пьяццы. Однако один из заговорщиков, Марко Донато, перешёл на сторону дожа и раскрыл властям план захвата власти. На Пьяцце группу Квернини встретили вооруженные люди дожа и семей Дандоло и Марко Джустиниано — врагов семьи Квернини. В стычке Квернини погиб. Группа Бадоэра, нападающая со стороны лагуны, из-за шторма не смогла отплыть, была окружена людьми дожа и казнена на месте. На группу Байамонте Тьеполо, при подходе к Пьяцце, какая-то старушка уронила ступу и убила знаменосца. На этом месте на улице Соттопортего дель Капелло установлен барельеф на стене здания. В благодарность старушка получила право вывешивать знамя Св. Марка в день празднования годовщины этого неудачного переворота. Люди Байамонте Тьеполо отступили за Риальто и сожгли тогда ещё деревянный мост. Градениго не стал штурмовать дом Тьеполо, который в итоге был сослан за пределы Венеции, а дом его был разрушен. На месте разрушенного дома Квернини устроили городские бойни.

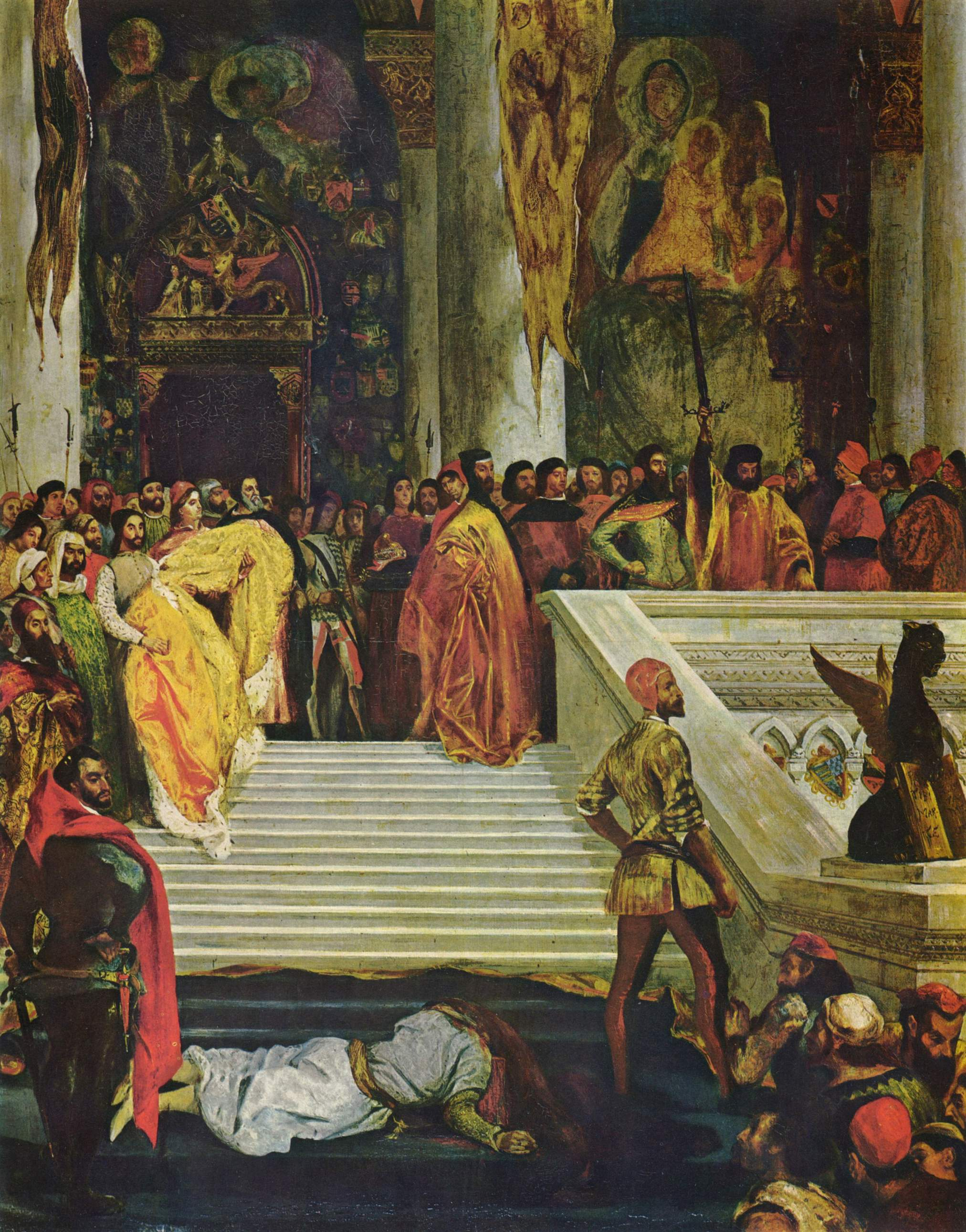
Казнь Марино Фальера. Виктор Делакруа

В 1354 году дожем был избран 76-летний Марино Фальер, предпринявший попытку стать полноправным правителем Венеции. Поводом для этого послужили действия молодого аристократа, который подбросил насмешливые стихи, намекающие на неверность догарессы, на трон дожа. Совет Сорока назначил аристократу символическое наказание. Кроме того Фальеру докладывали о жалобах на поведение других молодых аристократов. Марино Фальер вместе с главой Арсенала, Стефано Гьяцца, разработал план убийства этих аристократов. Гьяцца должен был заманить их на Пьяццу известием о приближении генуэзского флота. Однако 15 апреля 1355 года этот план провалился, поскольку среди заговорщиков оказалось несколько информаторов Совета Десяти. По решению Совета десять заговорщиков были повешены немедленно, а Фальера судил Совет Тридцати, в который вошли двадцать сенаторов и Совет Десяти. 18 апреля 1355 года Марино Фальер по решению Совета Тридцати был обезглавлен. Его тело выставили на балконе Дворца Дожей, а в дальнейшем обозначили двумя колоннами это позорное место.
В 1509 году возникли волнения среди простых венецианцев, которые платили высокие налоги, но были не допущены к принятию важных решений. Советник дожа Антонио Лоредан собрал группу горожан во дворце дожей и выступил перед ними с речью. В ней он рассказывал, какие высокие должности занимают в Венеции простые горожане, каким почётом и уважением пользуются. Лоредан расписывал им трудности своего положения, рассказывая сколько он вынужден тратить на церемонии и одежду. В итоге волнения стихли.

## Падение Венецианской республики
12 мая 1797 года дож Людовико Манин и Большой совет подают в отставку и Венецианская республика перестаёт существовать.